# Bataille d'Orchomène
 (mai 2017).
Première guerre de Mithridate
La Bataille d'Orchomène a lieu pendant la première guerre de Mithridate à la fin de 86 av. J.-C. entre les forces de Rome et celles de Mithridate VI, roi du Pont.
Elle oppose en Béotie, à proximité de la cité grecque d'Orchomène, le général romain L. Cornelius Sulla (Sylla) à une armée pontique de Mithridate VI Eupator, amenée de Thrace par Dorylaos au général Archélaos, précédemment vaincu à la bataille de Chéronée. Les forces pontiques étaient probablement supérieures à 100 000 hommes (selon les sources romaines), et 60 000 selon les chroniqueurs grecs. L'armée romaine n'en comptait qu'environ 15 000.
Sylla y remporte une nouvelle victoire, et chasse ainsi définitivement les Pontiques de Grèce.

## Préparation de la bataille
À la suite de la défaite de Chéronée, Mithridate renvoie Taxilus en orient et conserve sa confiance au général Archélaos. Pour le[Qui ?] remplacer, il charge son ami et ministre de la guerre, Dorylaos, de mener de nouvelles troupes en Grèce. Précédemment occupée à mater des rébellions initiées par la cité d'Éphèse, cette armée est composée majoritairement de 40 000 fantassins d'origines diverses, 10 000 cavaliers et une centaine de chars à faux. Passant par l'Eubée pour récupérer les 10 000 hommes ayant suivi Archélaos, la flotte pontique débarque en Béotie.
Le général romain Sylla, de son côté, devait faire face à la volonté de Rome de le relever de ses fonctions. Rome envoya le consul L. Valerius Flaccus à la tête de 12 000 hommes dans ce but. Cette armée débarque en Épire malgré l'action des restes de la flotte d'Archélaos. Les deux armées romaines se rencontrent à Mélitée, mais la simple impopularité de Flaccus suffit à causer la désertion d'une partie de son armée. Flaccus s'enfuit alors vers l'Hellespont avec le reste de son armée, sans combattre. Sylla aurait été tout disposé à le poursuivre, s'il n'avait reçu la nouvelle de l'arrivée de renforts pontiques.
Après quelques rencontres sans conséquence, les généraux du Pont s'installent dans les plaines d'Orchomène, à la recherche de l'espace nécessaire aux manœuvres de la cavalerie. Le champ de bataille est limité par le lac Copaïs, prolongé de marais.

## La bataille
Le général romain ne veut pas se risquer à s'engager à découvert sur ces plaines : il ordonne à ses troupes de creuser de larges tranchées. La cavalerie pontique réagit en chargeant les travailleurs et en enfonçant les rangs des légionnaires qui les protégeaient. Sylla se presse alors vers le combat où il aurait scandé : « Soldats, si l'on vous demande où vous avez abandonné votre général, n'oubliez pas de répondre : devant Orchomène ». Les Romains finissent par repousser les ardeurs asiatiques.
Par la suite les Pontiques multiplient les charges et disposent leurs archers en soutien des cavaliers, mais rien n'y fait. Les Romains couvrent vite la plaine de tranchées en gardant précieusement leurs bords. Ils finissent par encercler complètement le camp pontique entre leurs tranchées et le lac, et donnent l'assaut.
Les armées du Pont résistent jusqu'à ce qu'une cohorte, en approche en formation tortue, arrive à percer un bastion d'angle. C'est la fin pour les hommes d'Archélaos : ils sont tués, faits prisonniers ou se jettent dans le lac Copaïs.

## Conséquences
Cette défaite sonne le glas du rayonnement de Mithridate en tant que libérateur de la Grèce des Romains. Archaléos rappelle toutes les garnisons éparpillées en Grèce, tandis que la Macédoine est évacuée face à l'arrivée de l'armée de Flaccus. Mais la nouvelle de la défaite redonne aussi courage aux rebelles des cités grecques d'Asie Mineure.
Pour commémorer sa victoire, Sylla fit édifier un trophée monumental (tropæum) dont les vestiges ont été retrouvés en 2004, y compris l'inscription mentionnant les acteurs de la bataille : conformément au type le plus répandu, c'était une colonne prenant la forme d'un tronc d'arbre sur lequel étaient suspendues les armures des soldats vaincus.

## Sources
La source principale pour le déroulement de la bataille est Plutarque, Sylla, XXI.
1. ↑  Phrase célèbre reportée par Frontin II,8,12; Polyen VIII